# العلاقات الآيسلندية الإسرائيلية
العلاقات الآيسلندية الإسرائيلية هي العلاقات الثنائية التي تجمع بين آيسلندا وإسرائيل.

## مقارنة بين البلدين
هذه مقارنة عامة ومرجعية للدولتين:
| وجه المقارنة                                              | آيسلندا          | إسرائيل                                                             |
| --------------------------------------------------------- | ---------------- | ------------------------------------------------------------------- |
| المساحة (كم2)                                             | 103.00 ألف       | 20.77 ألف                                                           |
| عدد السكان (نسمة)                                         | 317.35 ألف       | 8.89 مليون                                                          |
| الكثافة السكانية (ن./كم²)                                 | 3.08             | 428.02                                                              |
| العاصمة                                                   | ريكيافيك         | القدس                                                               |
| اللغة الرسمية                                             | اللغة الآيسلندية | اللغة العبرية، اللغة العربية                                        |
| العملة                                                    | كرونة آيسلندية   | شيكل إسرائيلي جديد، شيكل إسرائيلي قديم، جنيه فلسطيني، جنيه إسرائيلي |
| الناتج المحلي الإجمالي (بليون دولار)                      | 23.91 مليار      | 350.85 مليار                                                        |
| الناتج المحلي الإجمالي (تعادل القوة الشرائية) بليون دولار | 15.79 مليار      | 306.51 مليار                                                        |
| الناتج المحلي الإجمالي الاسمي للفرد دولار أمريكي          | 50.17 ألف        | 35.73 ألف                                                           |
| الناتج المحلي الإجمالي للفرد دولار أمريكي                 | 46.55 ألف        | 36.58 ألف                                                           |
| مؤشر التنمية البشرية                                      | 0.899            | 0.899                                                               |
| رمز المكالمات الدولي                                      | +354             | +972                                                                |
| رمز الإنترنت                                              | .is              | .il                                                                 |
| المنطقة الزمنية                                           | 00، أوروبا/لندن ‏ | توقيت إسرائيل، Israel Summer Time ‏                                  |

## منظمات دولية مشتركة
يشترك البلدان في عضوية مجموعة من المنظمات الدولية، منها:
| علم المنظمة | اسم المنظمة                               | تاريخ انضمام آيسلندا | تاريخ انضمام إسرائيل |
| ----------- | ----------------------------------------- | -------------------- | -------------------- |
|             | مؤسسة التنمية الدولية                     | 19 مايو 1961         | 22 ديسمبر 1960       |
|             | منظمة التعاون الاقتصادي والتنمية          | ?                    | 7 سبتمبر 2010        |
|             | الأمم المتحدة                             | 19 نوفمبر 1946       | 11 مايو 1949         |
|             | منظمة التجارة العالمية                    | ?                    | 21 أبريل 1995        |
|             | منظمة الشرطة الجنائية الدولية             | ?                    | ?                    |
|             | المركز الدولي لتسوية المنازعات الاستشارية | 14 أكتوبر 1966       | 22 يوليو 1983        |
|             | الاتحاد الدولي للاتصالات                  | 1 أكتوبر 1906        | 24 يونيو 1948        |
|             | الفريق المعني برصد الأرض                  | ?                    | ?                    |
|             | البنك الدولي للإنشاء والتعمير             | 27 ديسمبر 1945       | 12 يوليو 1954        |
|             | الاتحاد البريدي العالمي                   | ?                    | ?                    |
|             | مؤسسة التمويل الدولية                     | 20 يوليو 1956        | 26 سبتمبر 1956       |
|             | وكالة ضمان الاستثمار متعدد الأطراف        | 25 سبتمبر 1998       | 21 مايو 1992         |
|             | يونسكو                                    | 8 يونيو 1964         | 16 سبتمبر 1949       |

## وصلات خارجية
- موقع وزارة الخارجية الآيسلندية
- موقع وزارة الخارجية الإسرائيلية